# General der Flakartillerie beim Luftgaukommando III
Der General der Flakartillerie beim Luftgaukommando III war eine Dienststelle der deutschen Luftwaffe während des Zweiten Weltkrieges auf Divisionsebene. Die Aufstellung erfolgte am 15. November 1944. Am 24. Januar 1945 wurde die Dienststelle infolge des Unfalltodes des einzigen Divisionskommandeurs Generalleutnant Erich Kreßmann mit Gefechtsstand in Berlin abgewickelt. Die Aufgabe des Generals der Flakartillerie beim Luftgaukommando III bestand zunächst aus einer Beraterrolle des Kommandierenden Generals und Befehlshabers des Luftgau III sowie in der operativen Führung aller in diesem Bereich stationierten Flakverbände. Ihm waren folgende Verbände unterstellt:
- 1. Flak-Division
- 14. Flak-Division
- 2. Flak-Brigade
- 4. Flak-Brigade
- 6. Flak-Brigade
- 21. Flak-Brigade[1]